# Albertina (Vienna)
L'Albertina è un palazzo, in parte fruibile come museo, ubicato nel centro storico di Vienna. Ospita una delle maggiori collezioni di stampe e di disegni del mondo.

## Storia
Venne eretta su uno degli ultimi tratti degli antichi bastioni della città rimasti dalle precedenti demolizioni ottocentesche, i cosiddetti bastioni agostiniani. Parte della attuale sede era precedentemente occupata dagli uffici del genio civile (Hofbauamt), eretti nella seconda metà del XVII secolo, già trasformati, attorno al 1745, nel palazzo di città di un direttore della Hofbauamt, tal conte Silva-Tarouca. Fu, quindi, inizialmente noto come Palazzo Taroucca.
Nel 1793 venne acquistato da Alberto di Sassonia-Teschen, già governatore d'Ungheria e del Belgio austriaco. Egli, sconfitto a Jemappes dal francese Dumouriez, lasciò la carica al figlio adottivo arciduca Carlo e si ritirò nel suo nuovo palazzo di Vienna, affidandone l'estensione (sino a confinare direttamente con il palazzo imperiale) al Montoyer.
Si fece seguire dalle proprie collezioni di stampe, giunte per circa un terzo incomplete, a causa di un naufragio. Essa era stata creata con l'aiuto del genovese conte Giacomo Durazzo, fratello di Marcello Durazzo doge della Repubblica di Genova e lui stesso già ambasciatore austriaco a Venezia. Si sa che, già nel 1776, questi aveva presentato ad Alberto ed a sua moglie Maria Cristina (una delle molte figlie di Maria Teresa) una collezione di circa 30.000 pezzi, manifestando l'intento di "creare una collezione per la posterità, che serva gli scopi più alti: l'educazione e la forza della moralità dovranno distinguere tale collezione ...".
Il successivo erede, l'Arciduca Carlo, diede avvio, nel 1820, ad una riforma del palazzo affidata al Kornhäusel, che intervenne, soprattutto, sulle decorazioni d'interno. Il palazzo divenne poi la residenza principale di suo figlio Arciduca Alberto, cugino del padre di Francesco Giuseppe e vincitore del regio esercito alla battaglia di Custoza. Seguì il di lui nipote Arciduca Federico, comandante supremo dell'esercito austro-ungarico nel corso della grande guerra.
All'inizio del 1919 il palazzo e la collezione passarono in proprietà della neonata Repubblica austriaca. Nel 1920 la collezione venne unita alla collezione della libreria della corte imperiale. Nel 1921 venne assunto il nome di Albertina, in onore dell'Arciduca Alberto, la cui bella statua equestre, realizzata nel 1899 dal Kaspar von Zumbusch, campeggia nella piazza antistante.
Nel marzo 1945 l'Albertina venne gravemente danneggiata da bombardamenti aerei. Riparata, essa venne completamente rinnovata a partire dal 1998, senza che l'ambizioso intervento sia ancora concluso.

## Opere principali

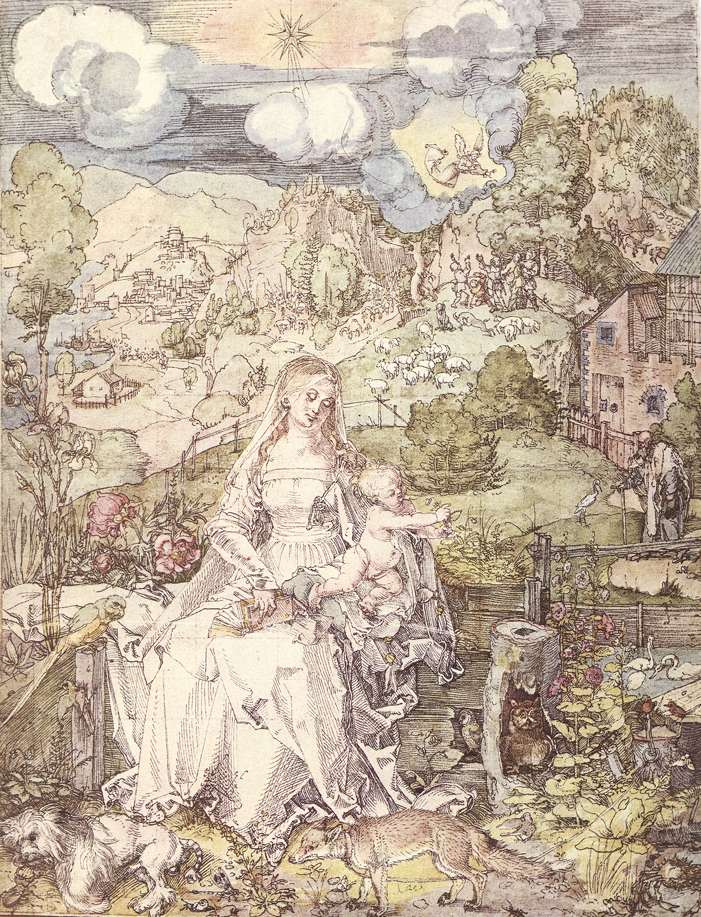
Madonna degli Animali

- Albrecht Dürer Madonna degli Animali
  - Madonna degli Animali, 1503 circa
  - Autoritratto a tredici anni, 1484
  - Grande Passione, 1497-1510